# José Feher
José Feher Hochmann (Miskolc, 28 de octubre de 1902 - Ciudad de México, 5 de diciembre de 1988) fue un pintor, escultor, dibujante y ceramista de origen húngaro que estudió en la Academia de Bellas Artes de Budapest (1924-1928) y que en 1940 llegó a México como refugiado de la persecución nazi. Fue ganador del premio Est Lapok en 1928.

## Biografía
A los 22 años se muda a la ciudad de Budapest para estudiar en la Academia de Bellas Artes de Budapest como alumno becado. Al graduarse en 1928 se dedica a viajar por Italia y Francia, donde trabaja con André Lhote durante una temporada. Después se casa con Elena Stark y se van a vivir a París, donde sus obras se exponen en varias ocasiones en el Salón de Otoño en París.
En 1940 tiene que huir por la posible invasión nazi a Francia, por lo que toman un barco hacia México. Se establece en Texcoco, Estado de México, ya naturalizado mexicano, dedicándose a la elaboración de cerámica artística. A su llegada a México conoce a los matrimonios Weisz-Carrington (Chiki Weisz y Leonora Carrington) y Horna (José Horna y Kati Horna) con los cuales forma grandes lazos de amistad que perduraron hasta sus últimos días, sin dejar de lado el fuerte lazo amistoso que contrajo con sus trabajadores en Texcoco, quienes fueron sus ayudantes en la producción de cerámica, ejemplo de ello: el señor Francisco Gutiérrez, Isauro Luna, Marcelino Candia, entre varios otros.
En 1945 presentó en el Palacio de Bellas Artes la Exposición de Pintura Húngara Moderna.
En 1964 el Instituto Nacional de Antropología e Historia le encargó el taller de reproducciones de piezas prehispánicas instalado en el ex Convento de El Carmen del cual fue director hasta el año siguiente.

## Exposiciones y premios
- Premio "Est Lapok", 1928
- Exposiciones en Budapest
- Exposición en el Salón de Otoño en París
- Exposición en la Bienal de Venecia
- Exposición en la Galería de Arte Mexicano (GAM), 1952
- Exposición en la Galería de Arte Mexicano (GAM), 1960
- Exposición en el Palacio de Bellas Artes, 1970
- Exposición en el Museo de Monterrey, 1985